# Перссон, Мари
Мари́ Пе́рссон (швед. Marie Persson; род. 28 мая 1967) — шведская кёрлингистка.
В составе смешанной сборной Швеции участник чемпионата Европы 2011 (заняли девятнадцатое место). В составе смешанной парной сборной Швеции участник и бронзовый призёр чемпионата мира 2008. Чемпион Швеции среди смешанных пар.

## Достижения
- Чемпионат Швеции по кёрлингу среди смешанных команд: серебро (2011).
- Чемпионат мира по кёрлингу среди смешанных пар: бронза (2008).
- Чемпионат Швеции по кёрлингу среди смешанных пар: золото (2008), серебро (2009).

- В 2009 введена в Зал славы шведского кёрлинга[англ.] (швед. Stora Curlare).[3]

## Команды
| Сезон                                               | Четвёртый     | Третий        | Второй          | Первый               | Запасной                     | Турниры                          |
| --------------------------------------------------- | ------------- | ------------- | --------------- | -------------------- | ---------------------------- | -------------------------------- |
| Кёрлинг среди смешанных команд (mixed curling)      |               |               |                 |                      |                              |                                  |
| 2011—12                                             | Ёран Карлссон | Мари Перссон  | Андерс Эрикссон | Hanna Maléus-Larsson |                              | ЧШСК 2011 · ЧЕСК 2011 (19 место) |
| Кёрлинг среди смешанных пар (mixed doubles curling) |               |               |                 |                      |                              |                                  |
| 2007—08                                             | Мари Перссон  | Ёран Карлссон |                 |                      | тренер: Magnus Ekdahl (ЧМСП) | ЧШСП 2008 · ЧМСП 2008            |
| 2008—09                                             | Мари Перссон  | Ёран Карлссон |                 |                      |                              | ЧШСП 2009                        |
| 2013—14                                             | Мари Перссон  | Ёран Карлссон |                 |                      |                              | ЧШСП 2014 2014 (5 место)         |

(скипы выделены полужирным шрифтом)